# Arhimedov broj
Arhimedov broj je bezdimenzijska veličina nazvana po Arhimedu, grčkom znanstveniku, koja pokazuje utjecaj gustoće tijela i fluida na gibanje.
Definira se preko omjera težinskih i viskoznih sila:
{\displaystyle {\rm {Ar}}={\frac {gL^{3}\rho _{\ell }(\rho -\rho _{\ell })}{\mu ^{2}}}}
gdje su:
g - ubrzanje Zemljine sile teže (9,81 m/s²),
ρl - gustoća fluida,
ρ - gustoća tijela,
μ - dinamička viskoznost fluida,
L - karakteristična duljina tijela.

## Također pogledajte
- Dinamika fluida